# 오치아이촌 (아키타현)
오치아이촌(落合村)은 아키타현 기타아키타군에 있던 촌이다.

## 역사
- 1889년 4월 1일 - 정촌제 시행에 의해 4촌의 구역으로 오치아이촌이 성립하였다.
- 1955년 3월 31일 - 시모오노촌, 가미오노촌,시모코아니촌과 합병해 아이카와정이 성립해, 동일 오치아이촌은 폐지되었다.